# 심명보
심명보(沈明輔, 1935년 2월 3일 ~ 1994년 5월 24일, 영월군)는 대한민국의 언론인 출신 정치인이다. 본관은 청송(靑松)이다.

## 학력
- 주천중학교 졸업
- 주천농업고등학교 졸업
- 육군사관학교 14기 문학사(1958년)
- 육군보병학교 수료(1959년)
- 육군공병학교 수료(1960년)
- 서울대학교 법과대학 행정학과 학사(1963년)

## 이력
- 1965년 육군 대위 예편(1965년 3월 29일)
- 1965년 한국일보 사회부 기자(1965년 6월 12일)
- 1968년 한국일보 주월(주베트남) 특파원
- 한국일보 편집국장
- 1980년 한국일보 퇴사(1980년 2월 29일)
- 1980년 한양대학교 겸임교수
- 1980년 민주정의당 창당 발기인
- 1981년 제11대 국회의원 (민주정의당, 강원도 영월 · 평창 · 정선)
- 1981년 민주정의당 원내부총무(원내부대표)
- 1983년 민주정의당 강원도지부 위원장(강원도당 위원장)
- 1983년 민주정의당 중앙집행위원
- 1985년 제12대 국회의원 (민주정의당, 강원도 영월 · 평창 · 정선)
- 1985년 민주정의당 대변인 - 당시 2년 3개월을 역임하여 최장수 대변인 역임 기록
- 1987년 민주정의당 전두환 총재(대통령) 비서실장 - 당시에는 대통령이 집권당 총재 겸임
- 1988년 민주정의당 사무총장
- 1988년 제13대 국회의원 총선거 민주정의당 공천심사위원회 간사 - 사무총장이 겸임
- 1988년 제13대 국회의원 총선거 민주정의당 중앙선거대책본부 본부장 - 사무총장이 겸임
- 1988년 제13대 국회의원 (민주정의당, 강원도 영월 · 평창)
- 1988년 민주정의당 강원도지부 위원장(강원도당 위원장)
- 1988년 민주정의당 중앙집행위원
- 1990년 민주정의당이 통일민주당, 신한민주당과 통합하여 민주자유당이 됨
- 1990년 민주자유당 당무위원
- 1990년 청송 심씨 악은공파(심원부) 종회장
- 1992년 제14대 국회의원 (민주자유당, 강원도 영월 · 평창)
- 1992년 제14대 대통령 선거를 앞두고, 민주자유당 대통령 후보 경선에서 이종찬 후보를 지지하여 선거대책본부장을 맡아 민정계 8인방으로 활약했다.
- 1992년 민주자유당 당무위원
- 1992년 제14대 대통령 선거 민주자유당 중앙선거대책위원회 부위원장
- 1994년 5월 24일 서울대병원에서 별세하였다.
- 1994년 5월 26일 국회장(단체장)으로 영결식이 거행되었다.

## 참조
- 《한국민족문화대백과》
- 《심명보 국회의원 공덕비(강원도 영월군 소재)》
- 《청송심씨대동보》

## 역대 선거 결과
|  | 35.58% |

|  | 39.98% |

|  | 54.70% |

|  | 46.63% |